# Antechinus argentus
Antechinus argentus is een roofbuideldier uit het geslacht van de breedvoetbuidelmuizen. De wetenschappelijke naam van de soort werd voor het eerst geldig gepubliceerd door Baker, Mutton, & Hines in 2013. Deze soort werd tot 2013 als een populatie van Antechinus mysticus gezien, maar bleek zowel morfologisch als genetisch te verschillen van deze soort.

## Voorkomen
De soort is alleen bekend van drie locaties in centraal Queensland: Blackdown Tableland National Park, Kroombit Tops National Park en Bulburin National Park.
Antechinus adustus · Antechinus agilis · Antechinus argentus · Antechinus arktos · Antechinus bellus · Geelvoetbuidelmuis (Antechinus flavipes) · Antechinus godmani · Antechinus leo · Antechinus mimetes · Antechinus minimus · Antechinus mysticus · Stuarts breedvoetbuidelmuis (Antechinus stuartii) · Antechinus subtropicus · Antechinus swainsonii · Antechinus vandycki